# August Rincklake
August Rincklake (* 15. Februar 1843 in Münster; † 19. August 1915 in Berlin) war ein deutscher Architekt des Historismus und Hochschullehrer sowie Erfinder, der in Münster, Braunschweig, Düsseldorf und Berlin wirkte.

## Leben
August Rincklake war der Sohn des Tischlers Caspar Rincklake und seiner Ehefrau Bernhardine geborene Bartels. Auch die Vorfahren der Familie waren sämtlich Künstler, Baumeister oder Tischler. Erste Erfahrungen in der Gestaltung sammelte er wie sein jüngerer Bruder Wilhelm in der elterlichen Werkstatt. Mit 14 Jahren besuchte er die Kölner Steinmetzschule, wo er bei Heinrich Wiethase, dem Diözesanbaumeister, lernte (1857).
Als Steinmetzgehilfe ging er auf Wanderschaft und gelangte so zum Wiener Dombaumeister Friedrich von Schmidt, der seine Leistungen und Begabung in seiner Zeichenstube nutzte. 1866 schickte er ihn als Bauleiter für den Krankenhausbau nach Düsseldorf, wo er sich bald selbstständig machte und in der Folge zahlreiche meist neugotische Kirchenbauten im Rheinland und in Westfalen errichtete. Für den Kölner Dom entwarf er eine farbige Ausmalung, die nicht ausgeführt wurde, ihn aber zusätzlich bekannt machte.
Rincklake erhielt einen Ruf an die Technische Hochschule Braunschweig als Professor für Mittelalterliche Baukunst, dem er 1876 – in der Zeit des Kulturkampfes mit wenig Aufträgen – folgte. Sein Büro wurde von seinem Mitarbeiter und Schüler Caspar Clemens Pickel übernommen und erfolgreich mit Kirchenbauten weiter geführt. Unbefriedigt vom Lehrbetrieb ließ Rincklake sich 1891 emeritieren und zog nach Berlin, wo er sich mit innovativen Ideen zu Bauten, Heizung und Beleuchtung hervortat. Bemerkenswert sind seine Entwürfe für große Bahnhofsanlagen.
Als sein Bruder Wilhelm 1896 ins Kloster Maria Laach eintrat, übernahm August Rincklake im Frühjahr dessen Architekturbüro in seiner Heimatstadt. Da ihm der wirtschaftliche Erfolg im harten Konkurrenzkampf versagt blieb, ging er 1904 nach kurzem Aufenthalt in Köln wieder nach Berlin, wo er völlig vereinsamt aufgrund seines vordergründig schroffen und verbitterten Wesens nach einem Schlaganfall, in seiner Arbeit beeinträchtigt, am 19. August 1915 im Alter von 72 Jahren verstarb. Rincklake wurde auf dem Berliner St.-Hedwigs-Friedhof an der Liesenstraße beigesetzt. Das Grabmal ist nicht erhalten.

## Bauten und Entwürfe
- 1866/1867: Städtisches Krankenhaus Düsseldorf, später Universitätsklinikum Düsseldorf
- 1867–1868: Pfarrkirche St. Johannes Apostel in Thür (nach älteren Plänen von Friedrich von Schmidt)
- 1867–1870: Marien-Hospital Düsseldorf, wurde 1966 durch Neubau ersetzt
- 1869–1871: Pfarrkirche St. Maria unter dem Kreuz in Unterrath
- 1870: Wettbewerbsentwurf für den Turmneubau an St. Lamberti (Münster)
- 1870–1872: Pfarrkirche St. Bartholomäus in Sankt Aldegund
- 1870–1875: Pfarrkirche St. Laurentius in Essen-Steele
- 1872: Pfarrkirche St. Mariä Himmelfahrt in Gustorf
- 1872–1874: Pfarrkirche St. Gertrud in Essen
- 1874: Pfarrkirche St. Nikolaus in Traben-Trarbach
- 1880: Konzeption für einen Centralbahnhof in Leipzig
- 1881: Kapelle des Marien-Hospitals in Düsseldorf (mit Pickel), abgegangen
- 1896: Wettbewerbsentwurf für das Provinzialständehaus der Provinz Westfalen in Münster (nicht ausgeführt)
- 1897–1899: Pfarrkirche St. Johannes Baptist in Steinfeld (Oldenburg) (Entwurf von Wilhelm Rincklake, Bauausführung durch August Rincklake)[3]
- 1896–1898: Pfarrkirche St. Johannes in Bottrop-Boy (Entwurf von Wilhelm Rincklake; nach Kriegsschäden verändert wiederaufgebaut; 1970 wegen Bergschäden abgerissen)
- um 1898/1900: Ausstattung der Marienkirche in Hohensalza (Inowrocław) mit Harzer Alabaster und farbigem Marmor
- 1899–1900: Pfarrkirche St. Jakobus in Ramsloh
- 1900–1903 Pfarrkirche Heilig Kreuz in Wollersheim

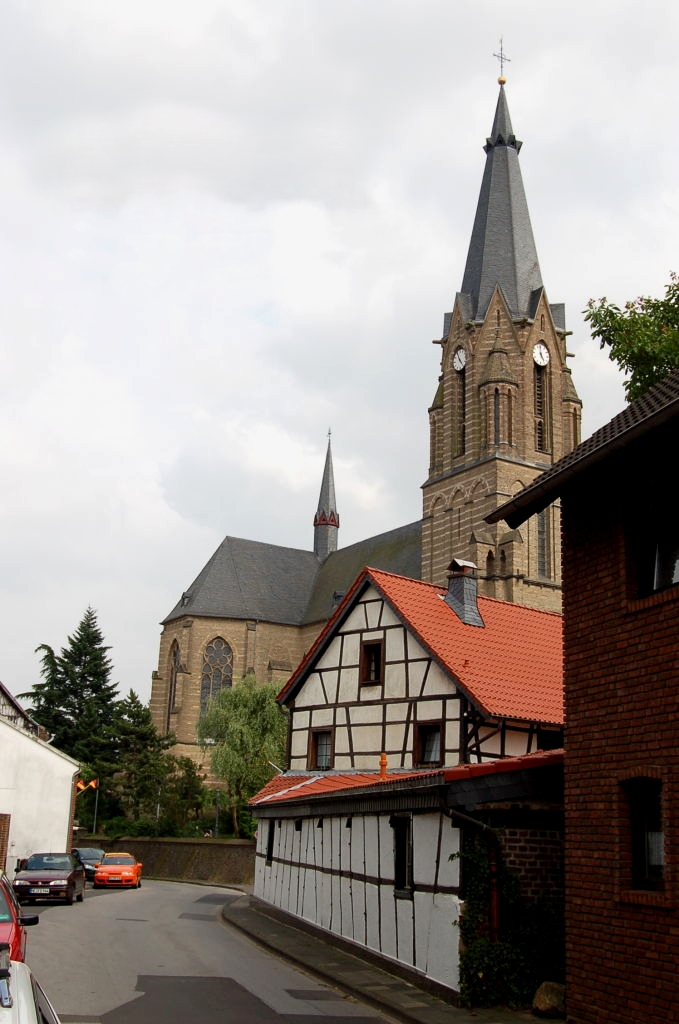
Erftdom, Gustorf
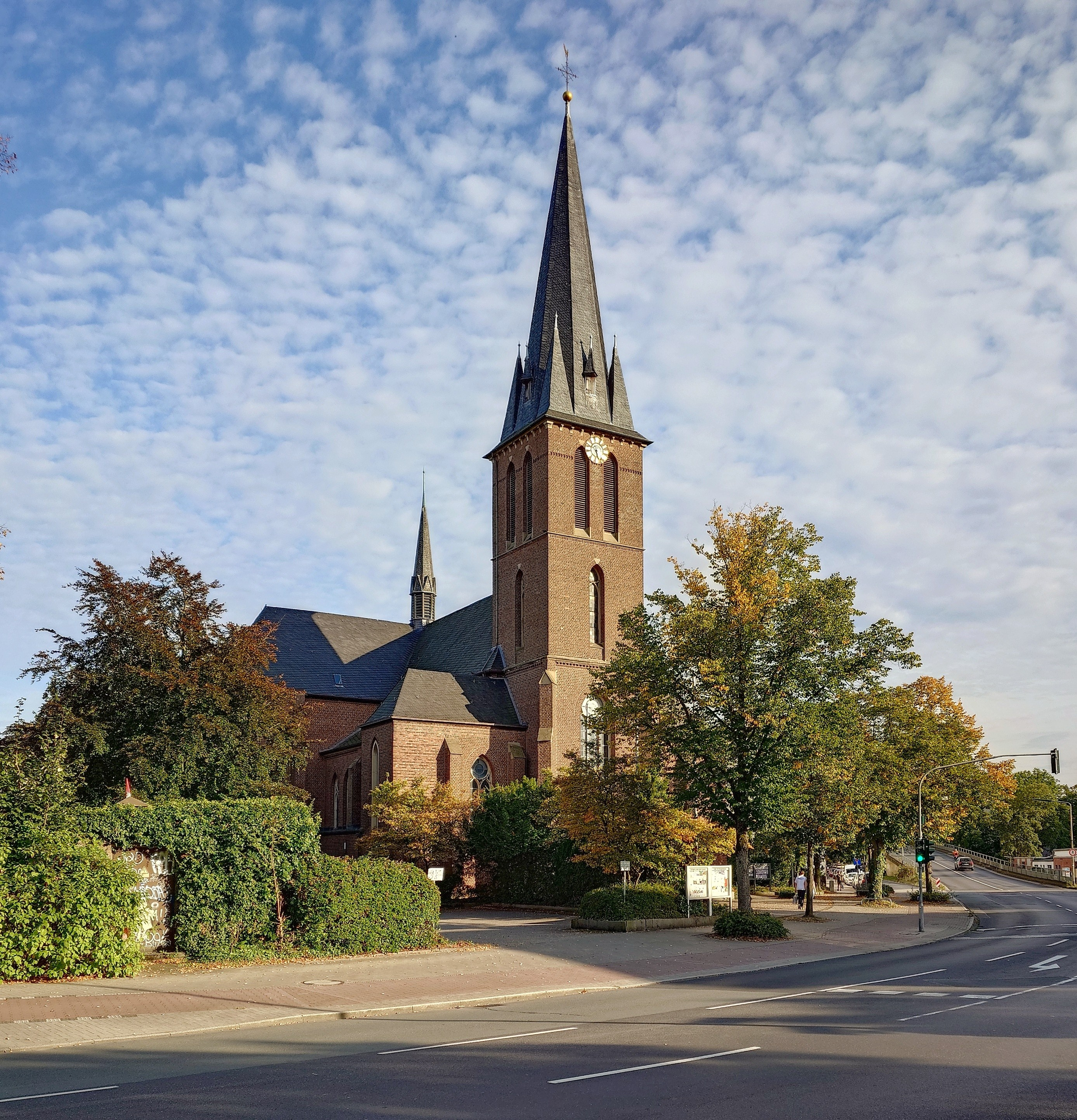
St. Maria unter dem Kreuze, Düsseldorf-Unterrath
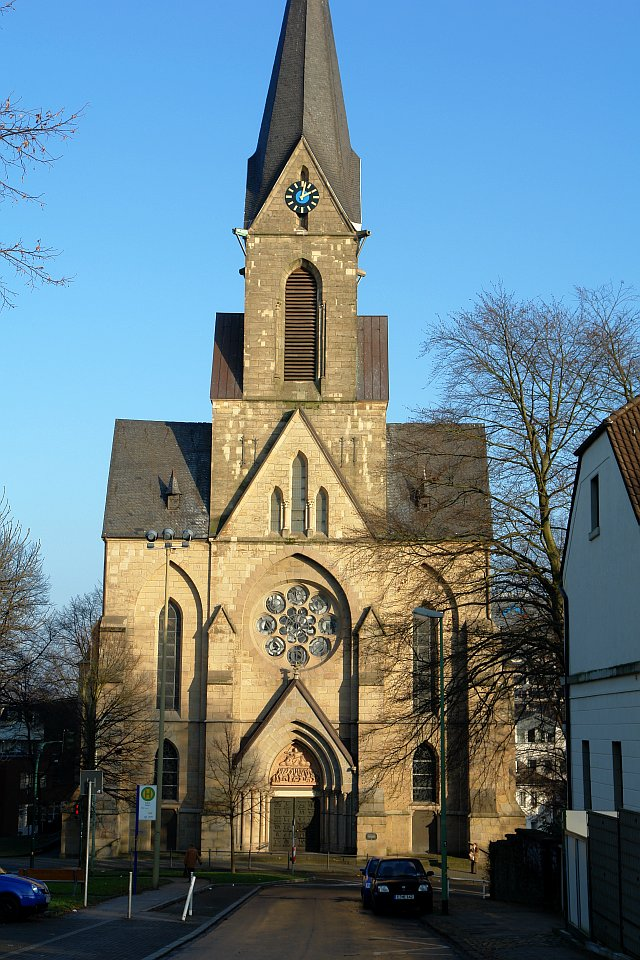
St. Laurentius, Essen-Steele
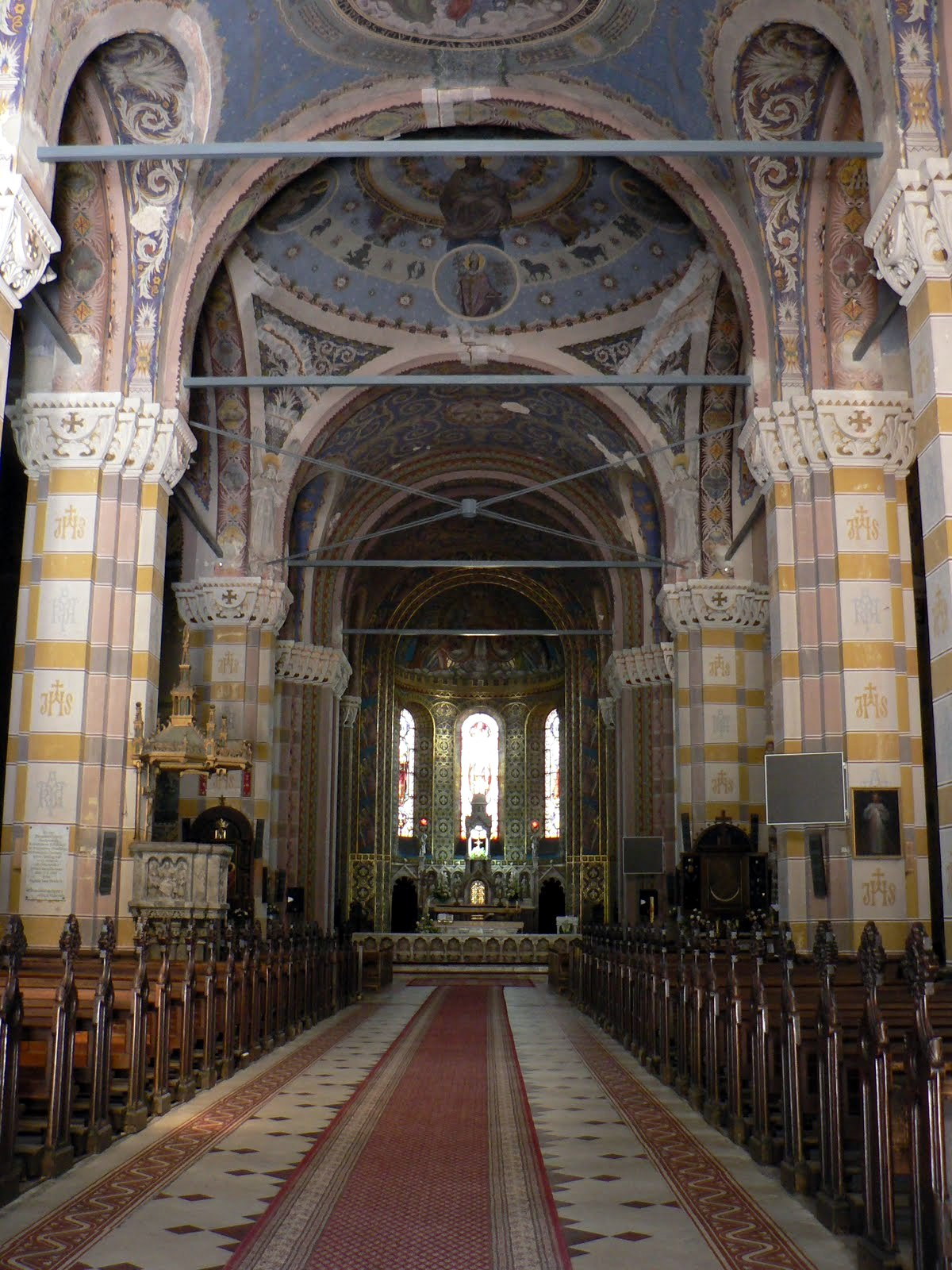
Innenausstattung der Marienkirche, Hohensalza (Inowrocław)
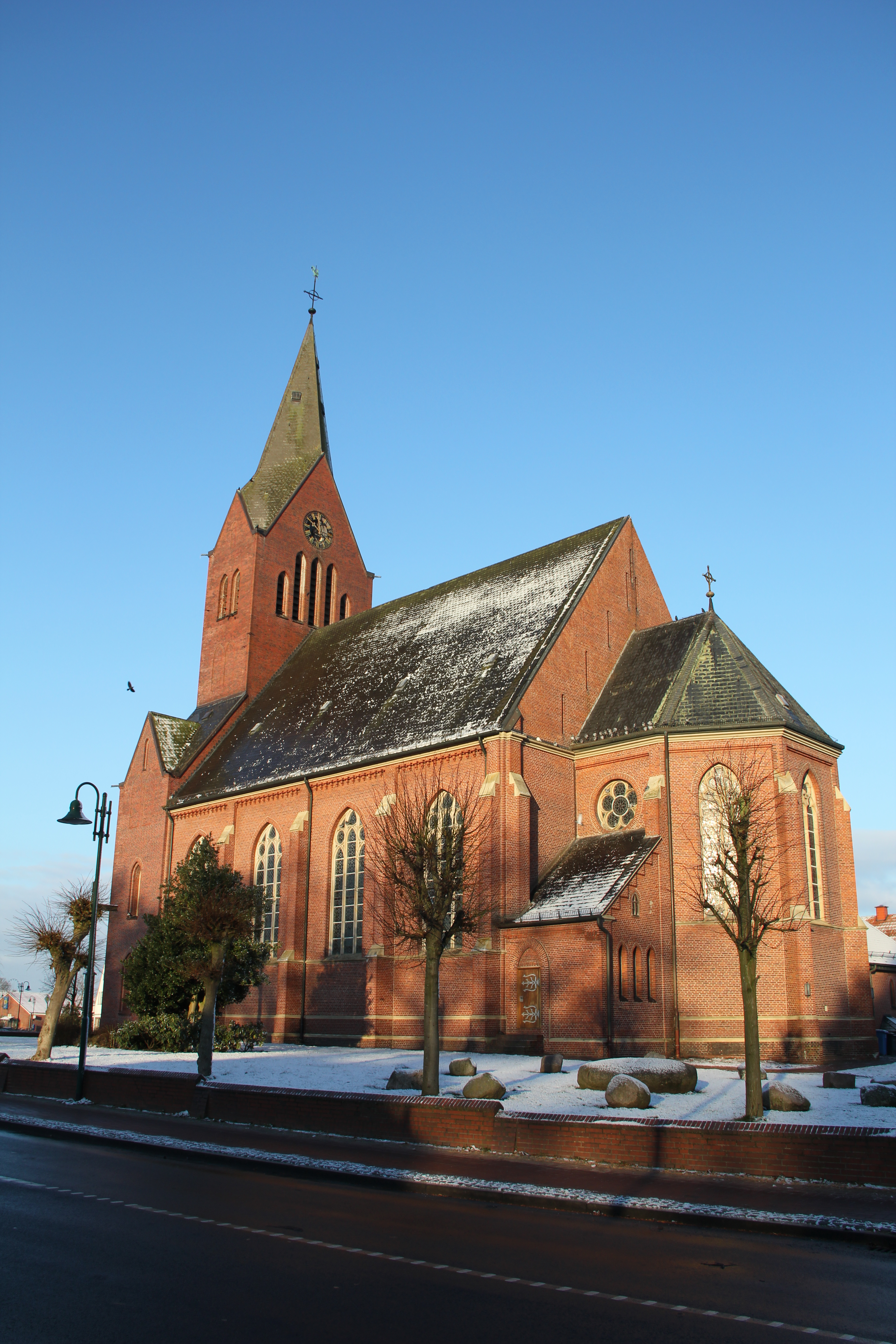
Sankt-Jakobus-Kirche in Ramsloh
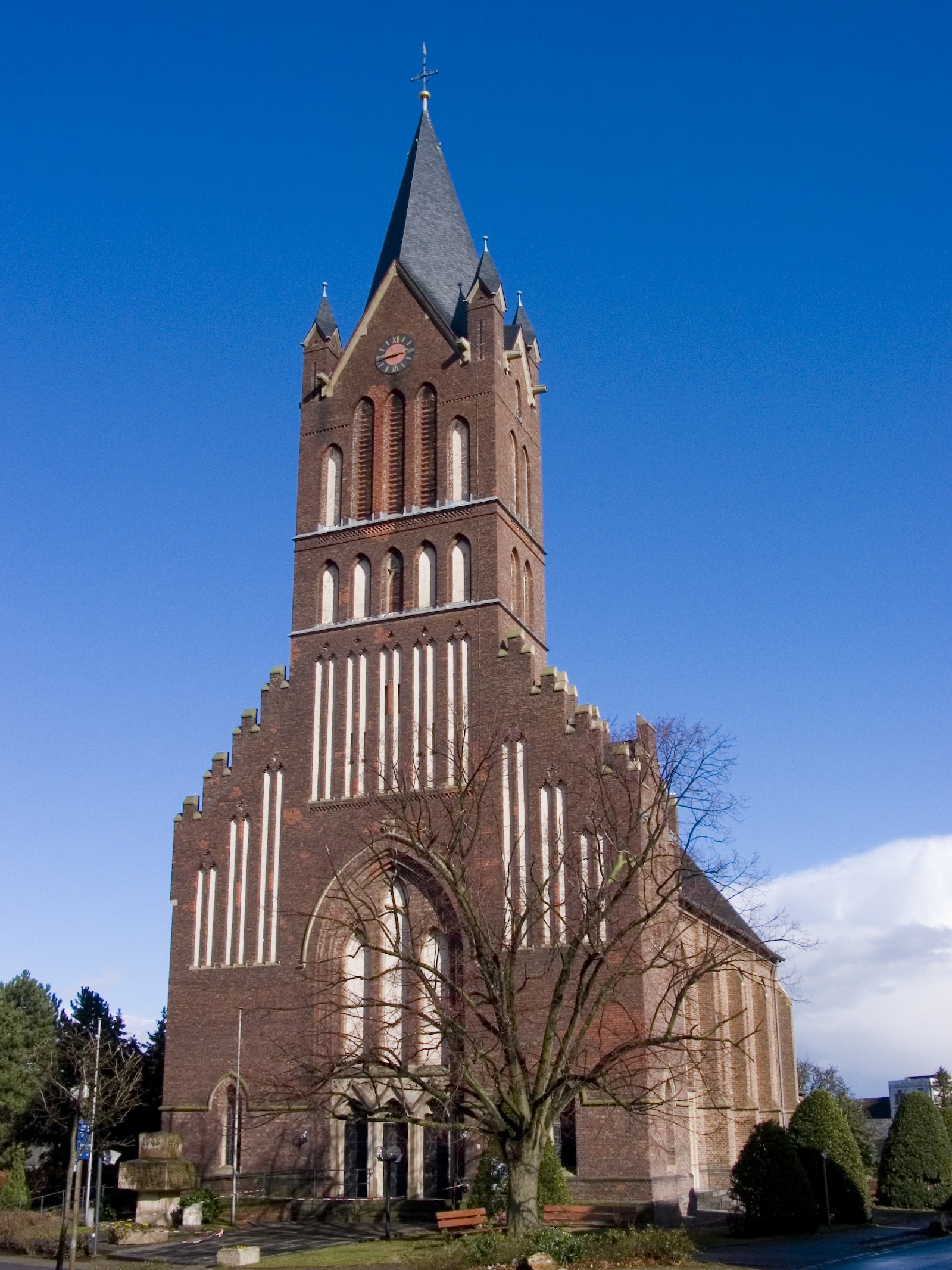
Heilig-Kreuz-Kirche in Wollersheim
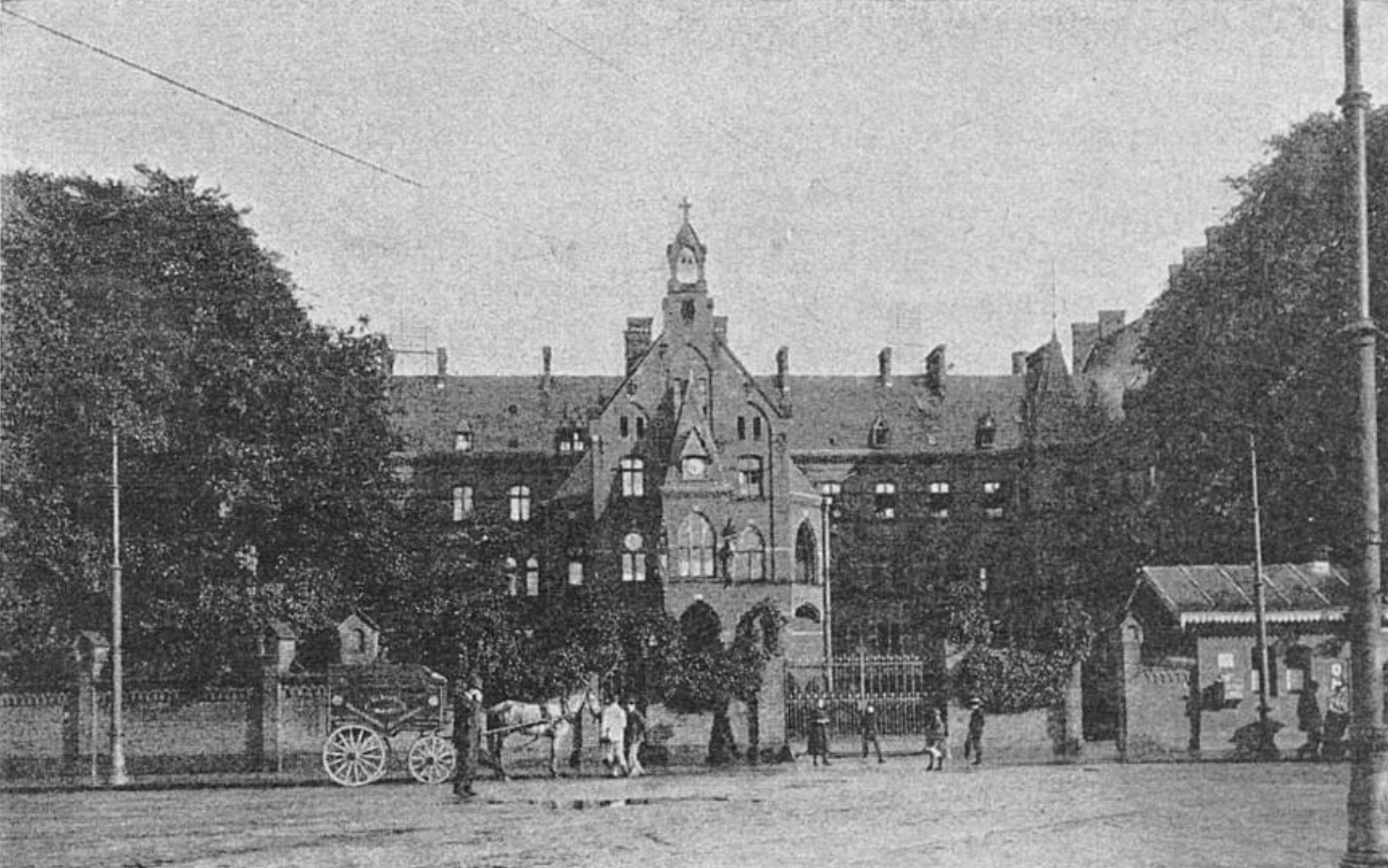
Marien Hospital zu Düsseldorf (1902)

## Patente
- 1879: Vase um äußerlich austretendes Erdöl aufzufangen (D. R. P. Nr. 7324 vom 29. März 1879)
- 1879: Brenner für eine Erdöllampe (D. R. P. Nr. 9604 vom 20. August 1879)[4]